# Травневський велетень
Травневський велетень — ботанічна пам'ятка природи місцевого значення. Об'єкт розташований на території Компаніївського району Кіровоградської області, поблизу с. Травневе.
Площа — 0,01 га, статус отриманий у 2008 році.